# Конус полосатый
Конус полосатый (лат. Conus striatus) — вид брюхоногих моллюсков из семейства конусов (Conidae).

## Описание
Раковина длиной 44—129 мм; крупная, овально-конической формы. Поверхность раковины покрыта тонкими поперечными бороздками. Общая окраска от белой до розовато-лиловой с причудливыми пятнами, складывающимися в абстрактный геометрический узор, цвет которого варьируется от светло-жёлтого (редко) до коричнево-бордового или чёрного. Вершина раковины невысокая, заострённая, без короны. Последний оборот раковины с выраженным плечом. Устье продолговатое, беложнеое изнутри.

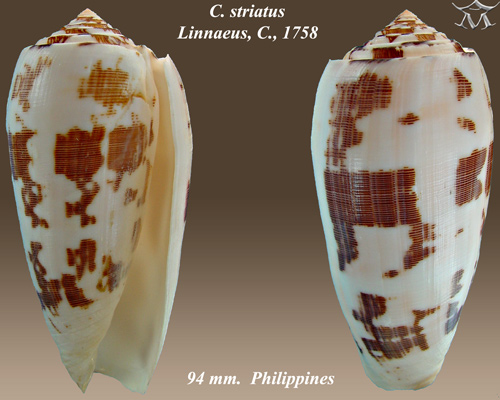
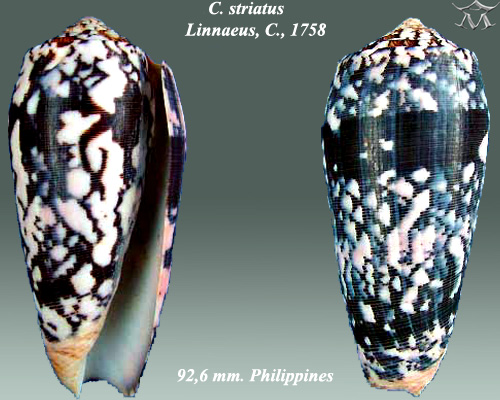
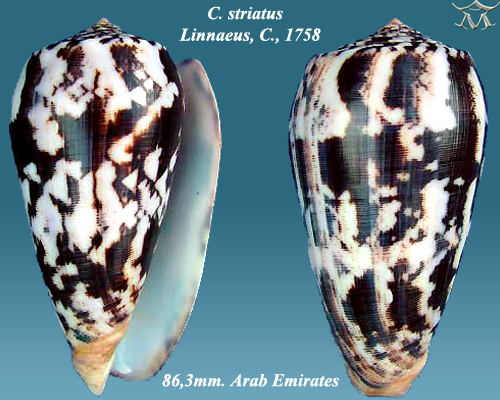
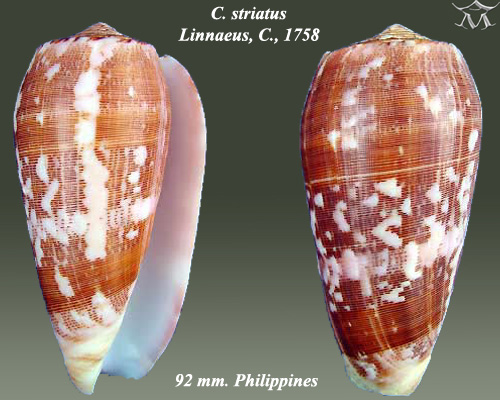

## Ареал
Тропический Индо-Тихоокеанский регион. От Красного моря до Индокитая и Австралии.

## Биология
Моллюски встречаются на мелководных участках на глубине 1—50 метров. Предпочитает песчаные или каменистые грунты, часто зарывается в грунт или прячется под камнями, среди кораллов. Хищник — активно охотится на рыб.